# Ogród Luizy
Ogród Luizy – polski film obyczajowy z 2007 roku, w reżyserii Macieja Wojtyszki. Światowa premiera filmu miała miejsce 28 marca 2008.
Zdjęcia kręcono w Warszawie i Serocku; sceny w zakładzie psychiatrycznym były realizowane w szpitalu w Tworkach.

## Fabuła
Luiza Bartodziej, bohaterka filmu, jest młodą kobietą od kilku lat leczoną psychiatrycznie. W jej urojeniach pojawiają się niebezpieczne ptaki, trolle i inne stwory. Mieszka z rodziną na prowincji. Jej ojciec stara się o objęcie stanowiska burmistrza. Wstydząc się chorej córki, umieszcza ją w zamkniętym zakładzie psychiatrycznym. W przeszłości dziewczyna była wzorową uczennicą. Rysowała oraz interesowała się tańcami indyjskimi.
Podczas pobytu w szpitalu psychiatrycznym poznaje Fabiana Sawickiego używającego pseudonimu Fabio (członka grupy przestępczej, który chce otrzymać dokumenty stwierdzające jego niepoczytalność). Gangster okazuje Luizie życzliwość. Znajomość zamienia się w uczucie. W szpitalu pracuje także Marian, młody sanitariusz, który znęca się fizycznie nad dziewczyną. Gdy Fabio opuszcza szpital, zostawia Luizie telefon komórkowy. Podczas jednej z rozmów telefonicznych połączenie zostaje nagle przerwane. Marian zabiera dziewczynie telefon i przywiązuje ją do łóżka. Fabio postanawia sprawdzić, co się stało. Po tym jak zastaje Luizę unieruchomioną, postanawia zabrać ją z placówki, w której przebywa, do wynajmowanego domu, przy którym później dziewczyna będzie pielęgnowała ogród.
Gangsterskie porachunki Fabia kończą się tym, że zostaje on świadkiem koronnym i para wyjeżdża do Kanady.

## Obsada
w rolach głównych
- Patrycja Soliman − Luiza Bartodziej
- Marcin Dorociński − Fabian „Fabio” Sawicki

oraz
- Kinga Preis − psycholog Anna Świątek
- Krzysztof Stroiński − Lech Bartodziej, ojciec Luizy
- Władysław Kowalski − mecenas Frankowski „Kaleka”
- Marcin Hycnar − sanitariusz Marian

w pozostałych rolach
- Lesław Żurek − „Di Caprio”
- Anna Łopatowska(inne języki) − Bartodziejowa, matka Luizy
- Wiktoria Gorodeckaja − prostytutka Tatiana
- Tomasz Augustynowicz − podinspektor Zygmunt Grudzień
- Witold Wieliński − mecenas Jacek Grzelakowski
- Jacek Kałucki − „Junior”, brat mecenasa Frankowskiego
- Grzegorz Emanuel − „Szwed”
- Witold Bieliński − „Kulawka”
- Michał Piela − „Cielak”
- Wojciech Skibiński − Czesio, pensjonariusz szpitala psychiatrycznego
- Jerzy Molga − sędzia
- Jacek Lenartowicz − „Gringo”
- Kazimierz Wysota − lekarz
- Hanna Chojnacka − dziennikarka
- Stanisław Brudny − strażnik w szpitalu
- Modest Ruciński − dłużnik
- Bartłomiej Bobrowski − Pawełek, pensjonariusz szpitala psychiatrycznego
- Andrzej Niemirski − gangster

oraz:
- Elżbieta Sikorska(inne języki) − sędzia
- Ewelina Żak − pielęgniarka
- Jarosław Szczepaniak – kierowca Frankowskiego
- Andrzej Walden − sąsiad Bartodziejów
- Ireneusz Kozioł − właściciel knajpy
- Jan Mateusz Nowakowski − policjant
- Anna Korzeniecka
- Aleksander Trąbczyński − policjant
- Grzegorz Milczarczyk − policjant
- Leszek Abrahamowicz − policjant
- Igor Sawin − policjant
- Mirosław Czyżykiewicz i Magdalena Piotrowska − wykonawcy piosenki „Lech Bartodziej”[1] podczas festynu wyborczego
- Zygmunt Cichecki
- R. Pytlik[a]
- Marek Krzyżanek
- Krzysztof Baryś
- Dariusz Wawrowski
- Zbigniew Modej − kierowca (nie występuje w napisach)
- Iwona Miernik − kelnerka w lokalu (nie występuje w napisach)

## Nagrody
- 32. Festiwal Polskich Filmów Fabularnych w Gdyni
  - Nagroda Specjalna Jury
  - Specjalna Nagroda Aktorska - Marcin Dorociński